# Sem Medo de Viver
Sem Medo de Viver (no original, Fearless) é um filme realizado por Peter Weir em 1993. Nomeado para um Óscar. Venceu uma menção especial no Festival de Cinema de Berlim.

## Sinopse
Um arquitecto, Max Klein, e uma jovem mãe, Carla, são passageiros de uma viagem de avião que sofre um violento acidente. Ambos sobreviveram, mas o filho de Carla morre na ocasião. Para Max, o acidente foi o momento para colocar de parte todos os seus temores e encontrar a tranquilidade e paz. Passa a ver o mundo de uma maneira completamente diferente, aproveitando todos os momentos e pormenores que a vida tem.
Relutante em deixar esse estado de êxtase, Max não consegue perceber que está a afastar-se cada vez mais da sua mulher.
Para Carla, a sua vida acabou no momento em que o seu filho morreu no fatal acidente.
Duas pessoas que nunca se iriam conhecer em qualquer outra circunstância, Max e Carla iniciam amizade.